# Edward Knoblock
Edward Knoblock, ursprungligen Eduard Knoblauch, född den 7 april 1874 i New York, död den 19 juli 1945 i London, var en engelsk dramatiker. Han var sonson till arkitekten Eduard Knoblauch.
Knoblock studerade vid Harvarduniversitetet, där han var lärjunge till läraren i dramatik, estetikern George Pierce Baker. År 1916 naturaliserades han som brittisk medborgare och deltog som sådan i första världskriget. Knoblock var verksam dels som medarbetare (exempelvis i Arnold Bennetts Milestones 1912), dels som originalförfattare (exempelvis till Marie-Odile, 1915; uppförd i Stockholm 1924), dels och mest med bearbetningar eller dramatiseringar av andras verk.